# Acrocalymmaceae
Acrocalymmaceae is een familie van de  Ascomyceten. Het bevat alleen het geslacht Acrocalymma.